# Matthäus Hipp
Matthäus Hipp, también escrito Matthias o Mathias, (Blaubeuren, 25 de octubre de 1813 - Fluntern, 3 de mayo de 1893) fue un relojero e inventor alemán que vivió desde 1852 en Suiza.
Entre sus inventos más importantes y duraderos figuran telares eléctricos, señales electromecánicas para el tráfico ferroviario, relojes de péndulo eléctricos y el cronoscopio de Hipp.

## Semblanza
Hipp, hijo de un molinero de cereales en un monasterio, nació en 1813 en Blaubeuren, Wurtemberg. A la edad de ocho años sufrió un accidente cuando trepaba una de las muchas rocas del lugar, y quedó cojo por el resto de su vida. Al cumplir los dieciséis años, se convirtió en aprendiz del relojero Johan Eichelhofer en su ciudad natal de Blaubeuren, y a continuación comenzó su carrera como aprendiz itinerante.
Trabajó a partir de 1832 en Ulm para el relojero Valentin Stoß, en 1834 se trasladó a la ciudad suiza de San Galo, y entre 1835 y 1837 estuvo empleado en la "fábrica de relojes Savoie" en St. Aubin. En 1840 se trasladó a la ciudad alemana de Reutlingen, donde abrió un taller en 1841 a la edad de 28 años. En ese mismo año se casó con Johanna Plieninger, hija de un maestro. La pareja tuvo cuatro hijos.
Después de ser sofocada la revolución en Baden en el año 1849, su solicitud para ser director de la escuela de relojeros en Furtwangen fue rechazada por razones políticas, ya que se le consideraba demócrata. Por lo tanto, decidió abandonar Alemania en 1852. Fue nombrado por el gobierno suizo director del taller de telégrafos nacional y director técnico de la administración telegráfica. Aunque el acuerdo de Hipp le permitía explícitamente seguir trabajando también en el sector privado, cuando sus ingresos privados superaron con creces su salario por el servicio público, surgieron conflictos con la administración y el parlamento suizos. Hipp respondió en 1860 dimitiendo del servicio gubernamental suizo.
La siguiente parte de su carrera lo llevó de Berna a Neuchâtel, donde asumió la dirección de una fábrica de aparatos telegráficos recién fundada.
No fue hasta 1889 cuando renunció a la gestión del negocio y entregó el control de la empresa a los ingenieros A. Favarger y A. De Peyer. Desde entonces y hasta 1908, la fábrica llevó el logotipo "Peyer & Favarger, Succ. de M. Hipp".
Poco después de su jubilación, se trasladó a Fluntern para estar cerca de su hija, que vivía en Zúrich. Hipp murió en 1893 a la edad de ochenta años en la localidad de Fluntern. Su esposa lo sobrevivió cuatro años. Hipp, que desde 1852 vivió y trabajó en Suiza, pero que nunca renunció a su nacionalidad alemana, recibió el nombre honorífico de el Edison suizo.

## Logros

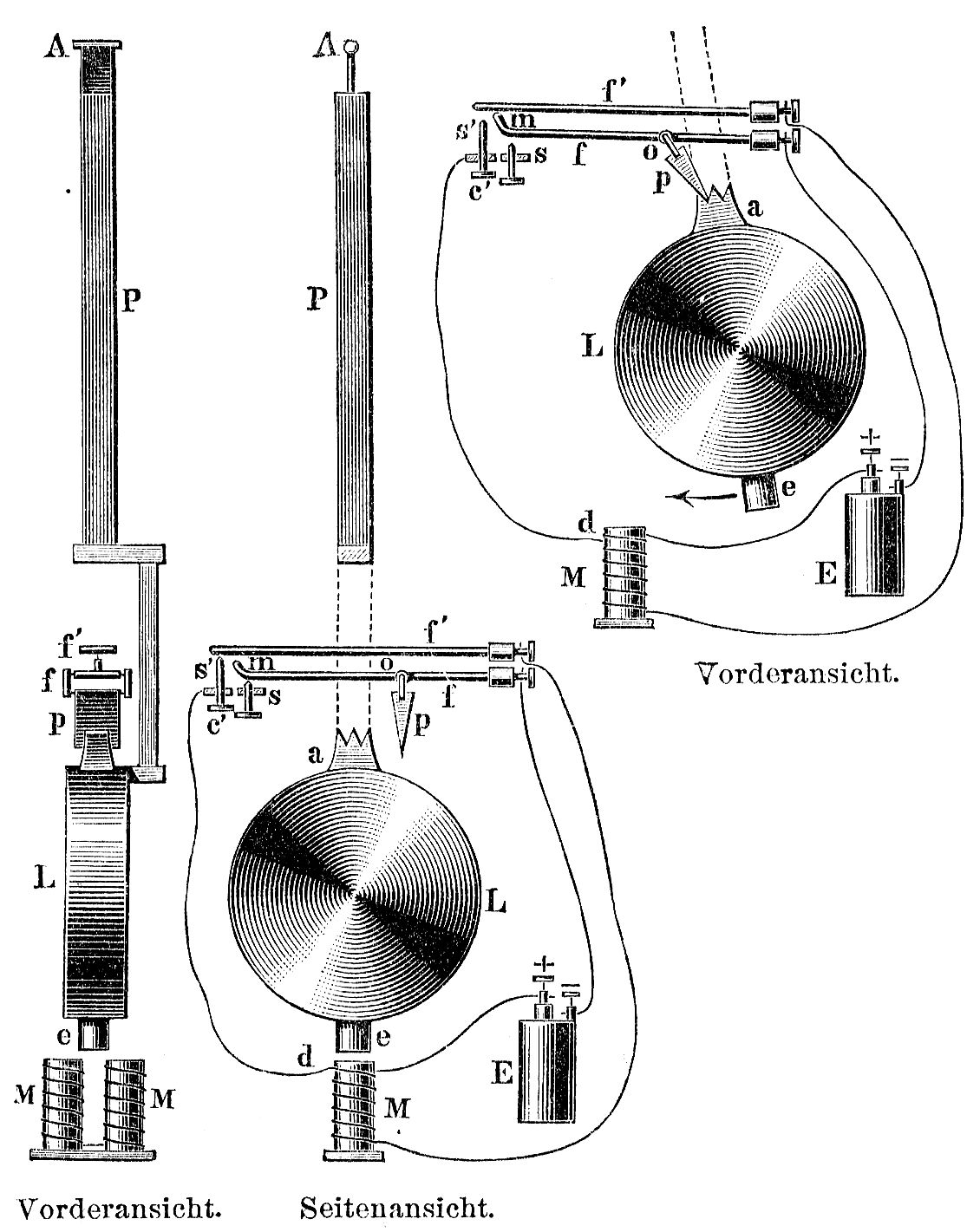
Reloj de péndulo eléctrico de precisión de Hipp

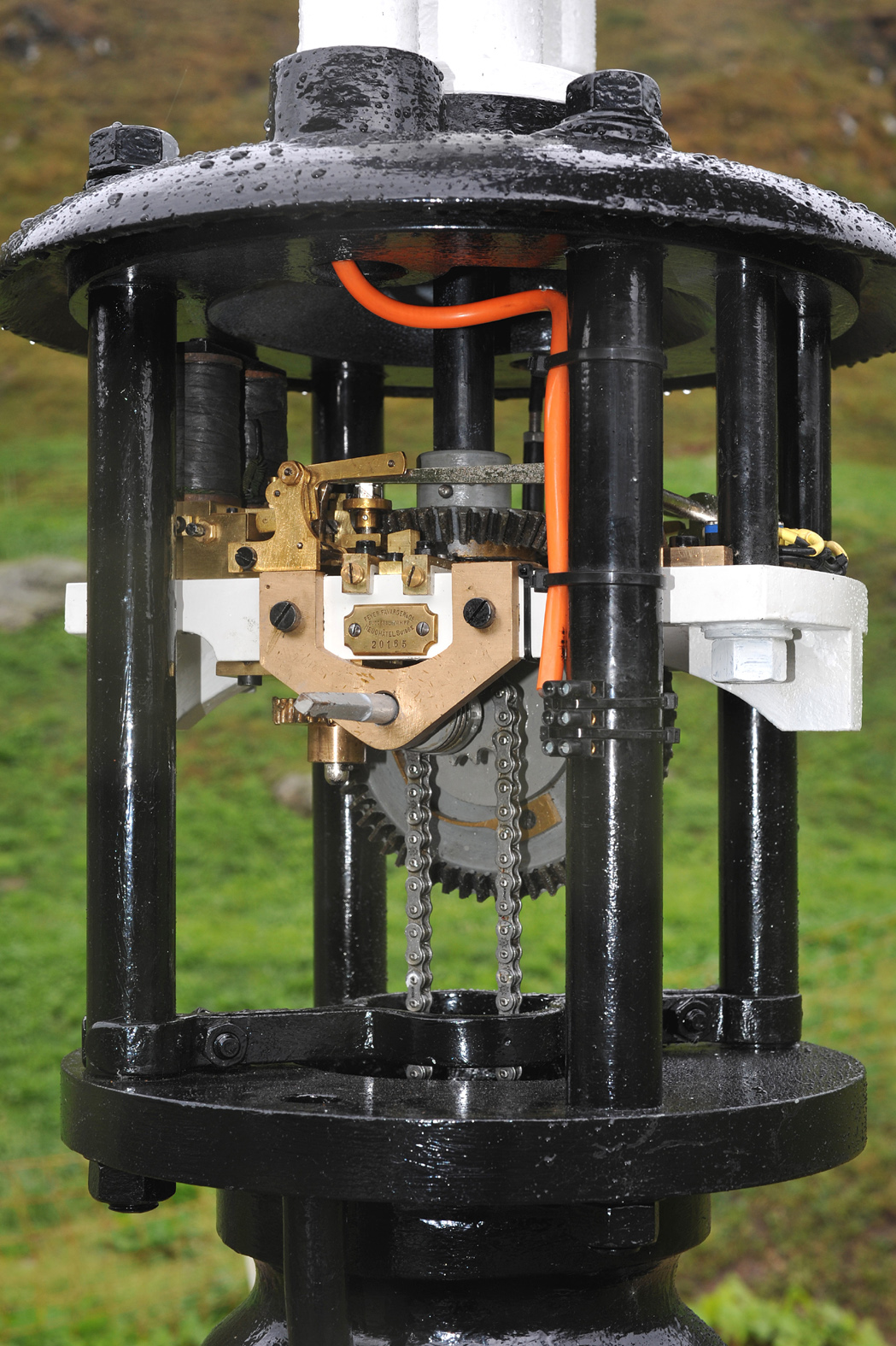
Mecanismo de accionamiento del disco giratorio de Hipp

Matthäus Hipp llevó más de 20 inventos a la madurez técnica a lo largo de 40 años. Algunos de sus inventos resultaron tan buenos que durante aproximadamente cien años se mantuvieron sin cambios en su diseño básico. En concreto, su reloj de péndulo eléctrico fue un gran avance tecnológico.
- 1843: descripción de un reloj de péndulo impulsado por un mecanismo de escape especial llamado "echappement à pallete".[4]
- 1847: cronoscopio[5][3]
- 1854: telegrafía bidireccional en la misma línea
- 1855: telar eléctrico
- 1856: tendido de un cable de su propia construcción desde el Lago de los Cuatro Cantones a Flüelen
- 1862: señal de disco reversible de Hipp, una señal ferroviaria visual automática
- 1862: instaló un sistema con un reloj maestro ultrapreciso y relojes esclavos en Ginebra
- 1863: patente francesa para un reloj de péndulo accionado eléctricamente con palanca de Hipp: "Pendule ou horloge électro-magnétique à appal direct d’électricité"
- 1866: desarrolló en colaboración con Frédéric William Dubois un cronógrafos de registro eléctrico con cronómetro marino
- 1867: teclado eléctrico
- 1874: entregó en Viena un cronógrafo para la observación de la actividad de los nervios
- 1881: reloj eléctrico de alta precisión para el Observatorio Cantonal de Neuchâtel
- 1889: registro de velocímetros

## Reconocimientos
- Alto honor de Württemberg (1840), por su ingenioso principio para lograr un escape de péndulo homogéneo, nuevo en la construcción de relojes.
- Ritterkreuz de la Orden imperial de Francisco José (1873)
- Doctor honoris causa por la Universidad de Zúrich (1875)